# Лацен (Міннесота)
Лацен (англ. Lutsen) — переписна місцевість (CDP) в США, в окрузі Кук штату Міннесота. Населення — 220 осіб (2020).

## Географія
Лацен розташований за координатами 47°40′28″ пн. ш. 90°41′34″ зх. д. / 47.67444° пн. ш. 90.69278° зх. д. (47.674391, -90.692809).  За даними Бюро перепису населення США в 2010 році переписна місцевість мала площу 27,69 км², з яких 27,39 км² — суходіл та 0,30 км² — водойми.

## Демографія
Згідно з переписом 2010 року, у переписній місцевості мешкало 190 осіб у 103 домогосподарствах у складі 45 родин. Густота населення становила 7 осіб/км².  Було 400 помешкань (14/км²).
Расовий склад населення:
| - 94,2 % — білих - 2,1 % — корінних американців - 1,1 % — азіатів - 0,5 % — чорних або афроамериканців |

До двох чи більше рас належало 2,1 %. Частка іспаномовних становила 0,5 % від усіх жителів.
За віковим діапазоном населення розподілялося таким чином: 11,6 % — особи молодші 18 років, 72,1 % — особи у віці 18—64 років, 16,3 % — особи у віці 65 років та старші. Медіана віку мешканця становила 46,8 року. На 100 осіб жіночої статі у переписній місцевості припадало 111,1 чоловіків;  на 100 жінок у віці від 18 років та старших — 118,2 чоловіків також старших 18 років.
Медіана доходів становила 32 083 долари для чоловіків та 12 013 долари для жінок. За межею бідності перебувало 22,0 % осіб, у тому числі 6,0 % дітей у віці до 18 років та 0,0 % осіб у віці 65 років та старших.
Цивільне працевлаштоване населення становило 326 осіб. Основні галузі зайнятості: мистецтво, розваги та відпочинок — 70,2 %, освіта, охорона здоров'я та соціальна допомога — 14,1 %, фінанси, страхування та нерухомість — 4,6 %.